# Hermann von Wolfframsdorff
Hermann von Wolfframsdorff (* 1630 in Mügeln; † 26. Februar 1703 ebenda, Schloss Ruhethal) war ein sächsischer Kreishauptmann und Oberhofmarschall.

## Leben
Er stammte aus dem alten vogtländisch-thüringischen Adelsgeschlecht Wolfframsdorff.
Wolfframsdorff war von 1661 bis 1683 und nochmals von 1686 bis 1692 Kreishauptmann des Leipziger Kreises und gleichzeitig von 1670 bis 1675 Amtshauptmann von Grimma. Später wirkte er als Oberhofmarschall, Oberkämmerer, Premierminister sowie Wirklicher Geheimer Rat am sächsischen Hof in Dresden.